# Edukacja Dorosłych
Czasopismo „Edukacja Dorosłych” do 1993 było kwartalnikiem wydawanym przez Akademickie Towarzystwo Andragogiczne, od 2008 jest półrocznikiem. Tematyka czasopisma to kształcenie i wychowywanie osób dorosłych.

## Linki zewnętrzne

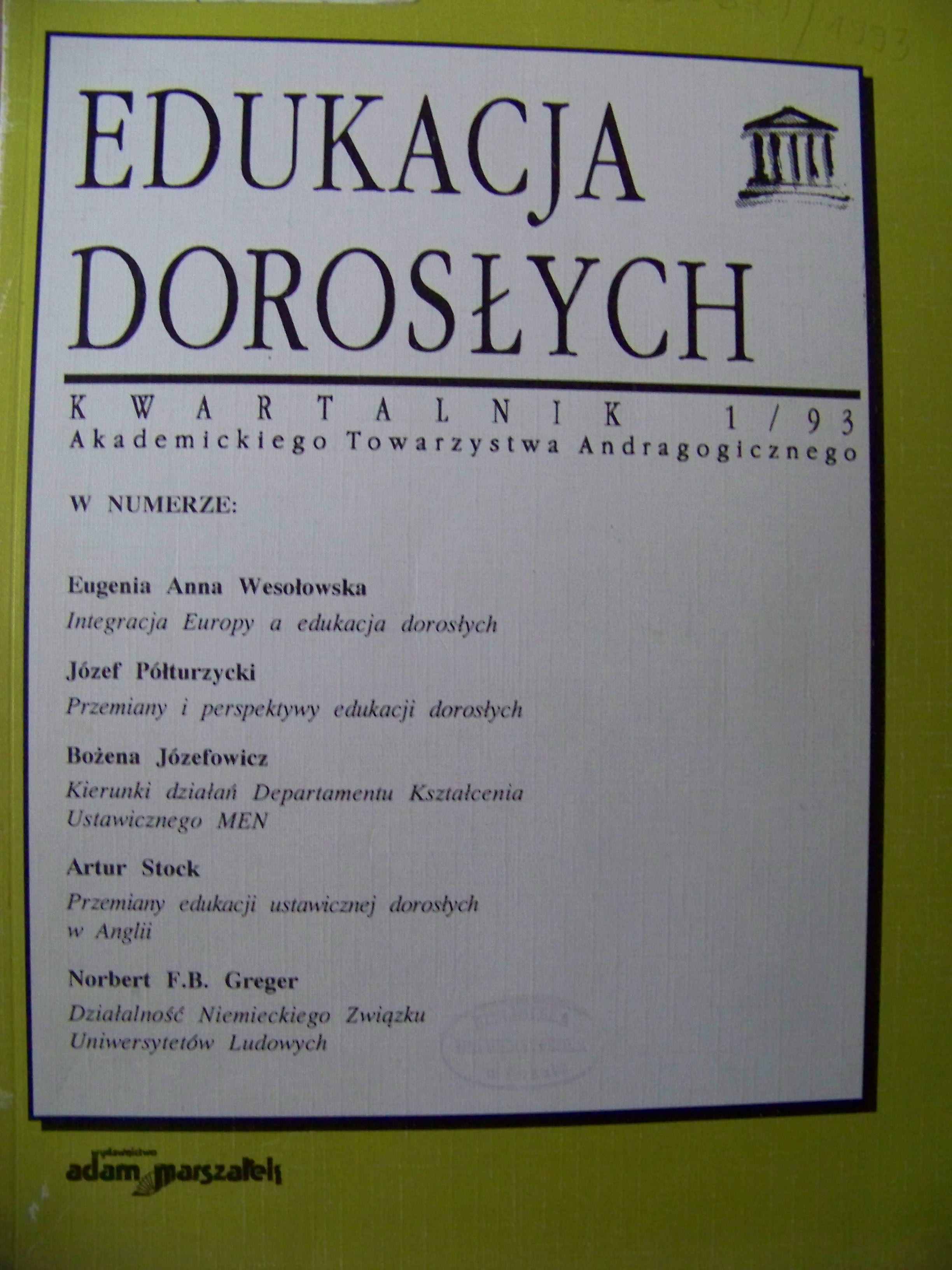
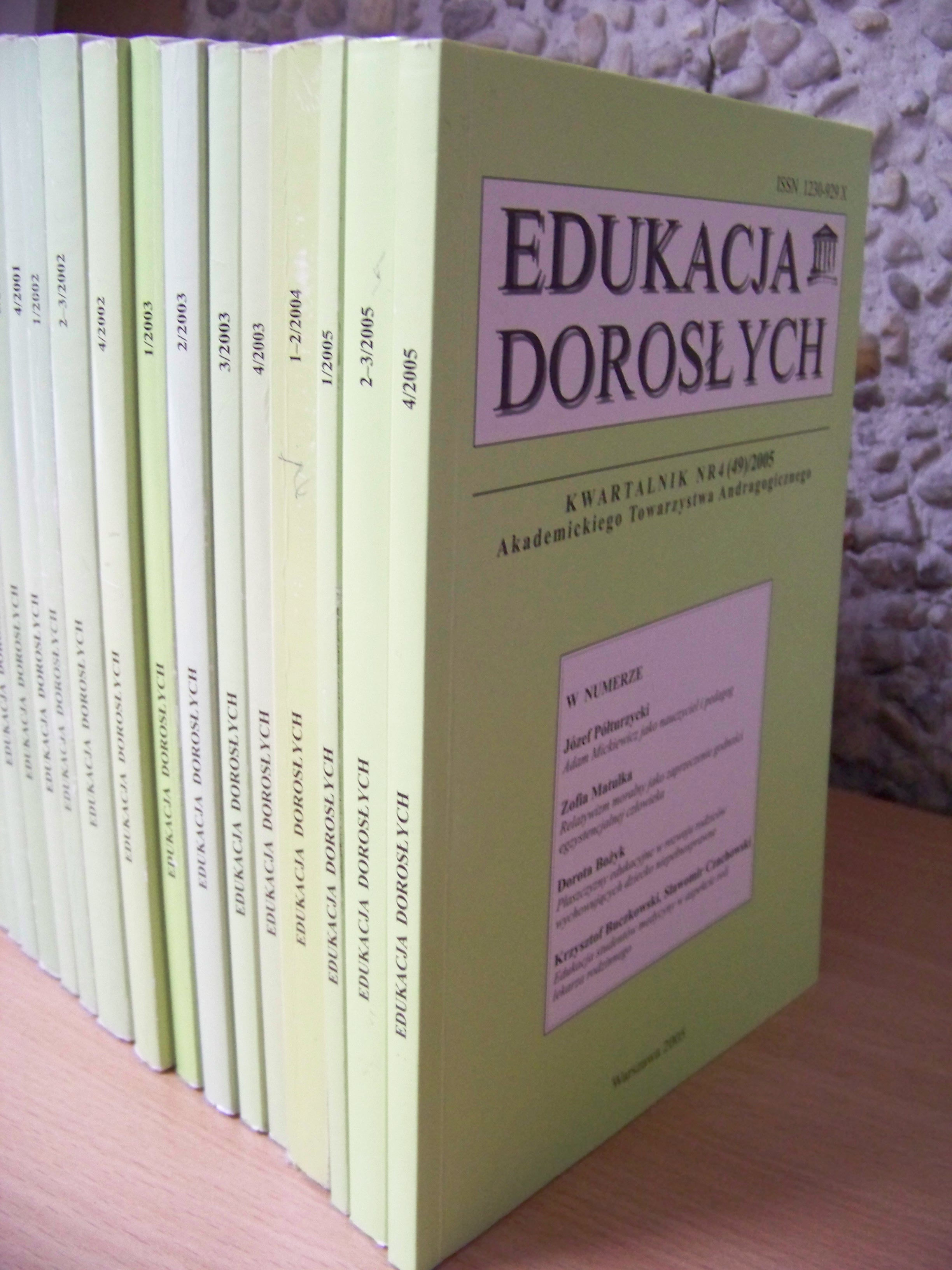
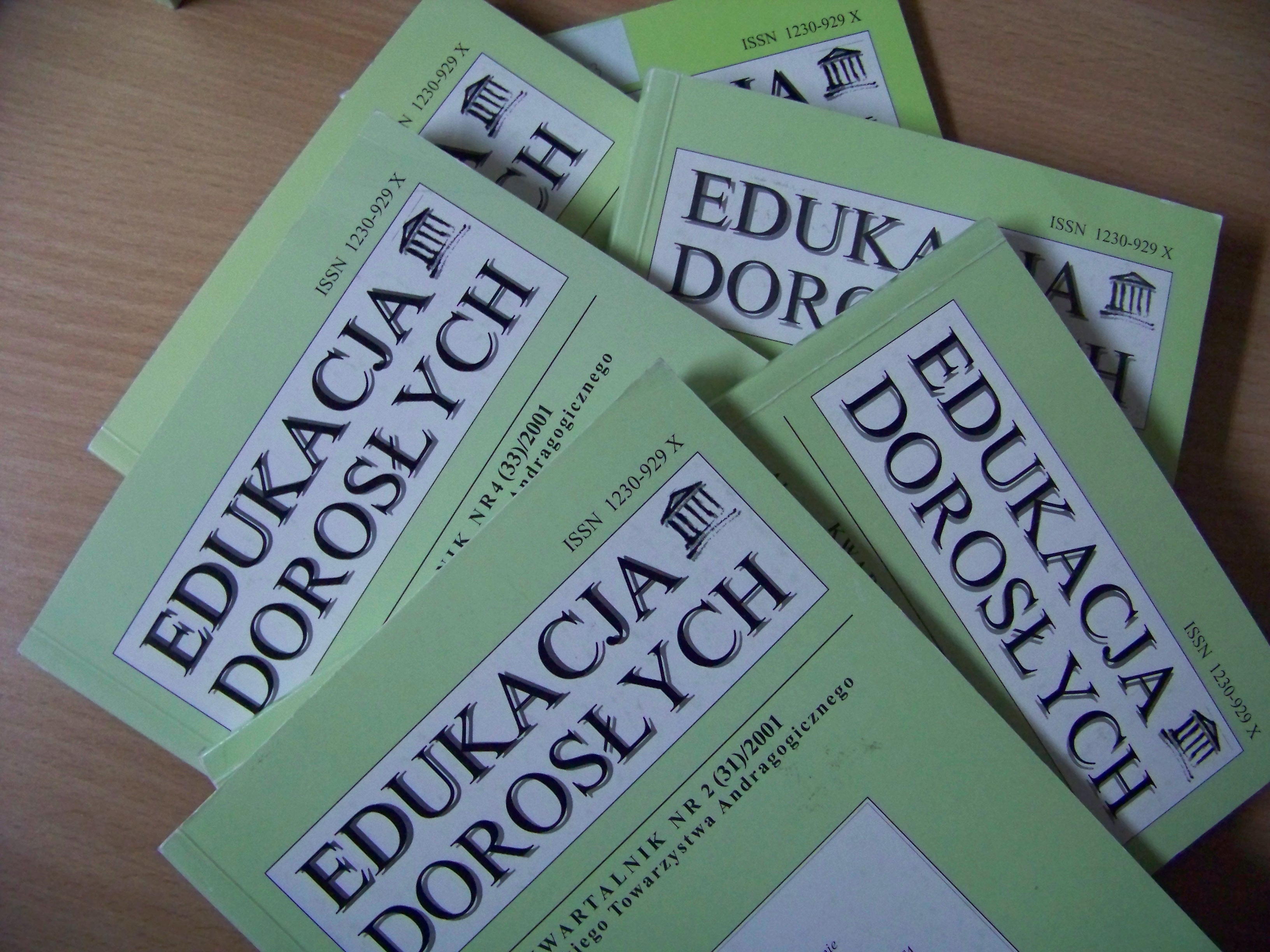

## Informacje ogólne
Redaktorem naczelnym pierwszego numeru była Eugenia Anna Wesołowska, która pełniła swoje obowiązki do roku 2007.  W czasie wydawania czasopisma ukazały się trzy numery specjalne w 2004, 2006 oraz w 2007, z czego dwa pierwsze to numery studenckie. Numer z 2007 jest podsumowaniem kilkunastu lat funkcjonowania i został poświęcony problematyce europejskiej edukacji dorosłych w ujęciu komparatystycznym. Od 1994 w numerze znajdują się streszczenia artykułów w języku niemieckim i angielskim oraz spisy treści w tych językach. Natomiast od 2007 roku spis treści jest w języku niemieckim i angielskim, a streszczenia artykułów w języku angielskim.

## Rada redakcyjna w latach 1993 – 2007
Skład rady redakcyjnej w latach 1993 – 2007:
1. Tadeusz Aleksander
2. Olga Czerniawska
3. Norbert F. B. Greger
4. Józef Kargul
5. Tadeusz Lewowicki
6. Jan Majkut
7. Franciszek Marek
8. Ewa Przybylska
9. Józef Półturzycki
10. Roman Schulz
11. E. Anna Wesołowska
12. Lucjan Turos

## Działy czasopisma w latach 1993 – 2006
Czasopismo w latach 1993 – 2006 składało się z pięciu działów:
1. Teoretyczne problemy edukacji dorosłych i polityki oświatowej;
2. Z kart historii;
3. Praktyka edukacyjna;
4. Edukacja dorosłych za granicą;
5. Aktualia i recenzje.

## Rada naukowa od 2008 roku
Skład rady naukowej od 2008 roku:
1. Elżbieta Dubas
2. Józef Kargul (przewodniczący)
3. Alicja Kargulowa
4. Józef Półturzycki
5. Ewa Przybylska
6. Jerzy Semków
7. Ewa Solarczyk – Ambroziak

## Problematyka
Tematyka czasopisma to kształcenie i wychowywanie osób dorosłych. Przedmiotem zainteresowań są zaś rozwiązania na temat metodologii badań i dokumentacji naukowej w dziedzinie oświaty dorosłych, systemu oświaty dorosłych, problematyki celów kształcenia, zakresu i jakości treści, podmiotu pracy oświatowej, problematyki form, zasad, metod, środków edukacji, historii oświaty dorosłych, zagadnień osobowości pracownika oświatowego i in. Omawiane są także metody badań andragogicznych, teoria systemu edukacji, celów i zadań, realizatorów i organizatorów tej edukacji, form, metod i środków kształcenia oraz wychowania, organizacji tego kształcenia, funkcji kształcenia dorosłych, ustawodawstwa oświatowego, systemu urządzeń i instytucji służących tej działalności, pozycji i rangi tego kompleksu kształceniowo-wychowawczego na tle związku z systemem edukacji dla dzieci i młodzieży.

## Przeszłość – przyszłość
Po przełomie 1989 r. edukacja dorosłych znalazła się poza obszarem zainteresowania państwa, co przyniosło zarówno pozytywne (uwolnienie się od ideologicznych wpływów), jak i negatywne konsekwencje (pozbawienie polityczno-oświatowego wsparcia). W wyniku kryzysu centralne władze oświatowe wycofały się z wydawania „Oświaty Dorosłych” - najważniejszego periodyku obejmującego szeroko rozumianą problematykę teorii i praktyki edukacji dorosłych. Tym samym pozbawiono andragogów ważnego forum do realizowania funkcji monitorującej i wspierającej rozwój teorii i praktyki edukacji dorosłych w dziedzinie wartościowania związków między edukacją dorosłych a jej społecznym otoczeniem (państwem, polityką, ekonomią), definiowania zmieniającej się historycznie tożsamości andragogiki / edukacji dorosłych, komunikowania się teoretyków i praktyków, podnoszenia w opinii społecznej prestiżu teorii i praktyki edukacji dorosłych poprzez upowszechnianie wiedzy, informacji, wyników badań, inspirowania do innowacji, przemian, zwrotów w teorii andragogicznej, profesjonalizacji andragogów. Lukę tę zaczęło niwelować powołane w grudniu 1993 r. stowarzyszenie teoretyków i praktyków edukacji dorosłych: Akademickie Towarzystwo Andragogiczne (ATA). Od początku swojego istnienia organizacja ta prowadziła m.in. aktywną działalność wydawniczą, która objęła trzy rodzaje wydawnictw: kwartalnik Edukacja Dorosłych, Rocznik Andragogiczny oraz serię Biblioteka Edukacji Dorosłych. Do realizacji tych idei pozyskano Niemieckie Towarzystwo Uniwersytetów Powszechnych. Przedstawicielstwo w Polsce, które przez 13 lat finansowało lub współfinansowało wymienione przedsięwzięcia.
Ważne miejsce w wydawnictwach ATA zajmuje problematyka międzynarodowa, co dokumentuje niżej prezentowana bibliografia za lata 1993-2007. W kwartalniku „Edukacja Dorosłych” ukazały się łącznie 274 pozycje: artykuły polskich andragogów, tłumaczenia tekstów obcojęzycznych, sprawozdania oraz recenzje polskich i zagranicznych publikacji. Dwa zeszyty (w latach 2006-2007) zostały poświęcone w całości problematyce międzynarodowej.
Od 2009 „Edukacja Dorosłych” ukazywała się dwa razy do roku i jest wydawnictwem tematycznym, przygotowanym przez  redaktora/redaktorów prowadzących. Numer „Edukacji Dorosłych”, który ukazał się w pierwszym półroczu 2009, jest poświęcony uczestnikom edukacji dorosłych, różnym środowiskom oraz grupom osób uczestniczących w edukacji; zmianom, jakie w ciągu ostatnich dwudziestu lat można zaobserwować wśród uczestników edukacji formalnej. W kolejnym numerze (grudzień 2009), poświęconym pracy andragoga w kontekście aktualnej sytuacji społecznej Polaków, przedstawiona jest specyfika problemów społecznych oraz projekty edukacyjne będące reakcją na nie, zaangażowanie organizacji pozarządowych oraz możliwości działania andragogów w tym zakresie.